# Sunday Uti
Sunday Uti   (Lagos, 23 d'octubre de 1962) és un atleta nigerià, especialista en curses de velocitat, que va competir durant la dècada de 1980.
El 1980 va prendre part en els Jocs Olímpics d'Estiu de Moscou, on quedà eliminat en sèries en la cursa dels 4x400 metres del programa d'atletisme. Quatre anys més tard, als Jocs de Los Angeles, va disputar dues proves del programa d'atletisme. En els 4x400 metres, formant equip amb Moses Ugbusien, Rotimi Peters i Innocent Egbunike, guanyà la medalla de bronze, mentre en els 400 metres fou sisè. El 1988, a Seül, va disputar els seus tercers, i darrers Jocs Olímpics. Fou setè en els 4x400 metres, mentre en els 400 metres quedà eliminat en sèries.
En el seu palmarès també destaquen tres medalles de plata al Campionat d'Àfrica d'atletisme, dues el 1984 i una el 1985, i dues medalles a les Universíades, d'or el 1983 i de bronze el 1985, ambdues en els 400 metres. El 1981 i 1988 es proclamà campió nacional dels 400 metres.

## Millors marques
- 200 metres llisos. 20.79" (1985)
- 400 metres llisos. 44.83" (1984)[3][4]